# اختبار دائرة داخلية دون تثبيت
اختبار الدائرة الداخلية دون تثبيت (FICT) هو عبارة عن بديل رخيص لـفاحصة «سرير المسامير» الخاصة بالاختبار الداخلي لمجموعات لوحة الدائرة المطبوعة. يعتمد الاختبار المذكور على الفحص البصري المحوسب لمجموعة الدائرة ومسابير الفحص القابلة للتموضع. تتطلب فاحصات «سرير المسامير» التقليدية تصنيع مسامير تثبيت ميكانيكية يتم إدخالها في فتحات في لوحة من الأكريليك متصلة بوحدة قياس من خلال أسلاك. بعض مساوئ فاحصة سرير المسامير تتمثل في أن عدد الأسلاك المستخدمة غالبًا ما ستزيد من السعة الكهربائية للدائرة بحيث يصعب قياس القيمة الأدنى من 60 بيكو فاراد بدقة. كذلك لا تسمح الفتحات الموجودة في اللوحة بوضع المسامير على قربٍ كافٍ من بعضهما البعض لفحص المكونات ذات الخطوة الدقيقة التي تتسم بخطوة سلك رئيسي تبلغ 0.5 ملم ما لم تسمح لينات الاختبار أو وصلة الربط العمودية بالاتصال من جزء آخر من الدائرة.
عادةً ما تستغرق صناعة تثبيتات سرير المسامير وبرمجته من أربعة إلى خمسة أسابيع. لا يعاني الاختبار الداخلي دون تثبيت من أي من هذه العقبات، وعند إقرانه ببرنامج ذكي يمكنه إنجاز عملية الفحص خلال ساعات وذلك بالنسبة للتصميم منخفض التعقيد وخلال أيام قليلة للتصميمات الأكثر تعقيدًا.

## مزايا اختبار الدائرة الداخلية دون تثبيت
- الفحص البصري الأوتوماتيكي للتحقق من توفر المكونات والقطبية الصحيحة والحروف أو الأرقام على الدائرة المدمجة.
- عمليات قياس القيمة على المقاومات والمكثفات وصمامات زينر الثنائية والمستحثات.
- يجد جهاز فحص الدائرة المفتوحة في الدائرة المدمجة العواميد المرفوعة والوصلات الجافة على الدارات المدمجة.
- يمكن فحص لوحات الدائرة المطبوعة ذات الخطوة الدقيقة حتى 0.3 ملم مع دقة قابلة للتكرار لوضع المسبار تبلغ ±0.05 ملم.
- يتم تحضير برنامج الفحص سريعًا من بيانات أنظمة التصميم بمساعدة الحاسوب عن لوحة الدارات المطبوعة.
- جميع أنظمة التصميم بمساعدة الكمبيوتر الأساسية تدعم اختبار الدائرة الداخلية دون تثبيت.